# Voïvodie de Tarnopol
1920–1939
La voïvodie de Tarnopol est une entité administrative de la Deuxième République polonaise. Créée en 1920, elle cessa d'exister en 1939. Sa capitale était la ville de Tarnopol.

## Villes principales
- Tarnopol
- Brody
- Brzezany
- Buczacz
- Czortków
- Zloczów

## Histoire

### Démographie
Cette statistique s'appuie sur un recensement déclaratif effectué en 1921.
- Ukrainiens : 714 031 (49,98 %)[2],[3]
- Polonais : 642 546 (44,98 %)[4]
- Juifs : 68 967 (4,83 %)[5]
- Allemands : 2 484[6]

### Religions
Cette statistique s'appuie sur un recensement déclaratif effectué en 1921.
- Grecs-Catholiques ukrainiens : 847 907 (59,36 %)
- Catholiques romains : 447 810 (31,35 %)
- Juifs : 128 965 (9,03 %)
- Protestants : 2 825

Cette statistique comparée au recensement de 1921 (voir la section précédente) montre que des Polonais (a priori catholiques romains) se sont déclarés grecs-catholiques. Le nombre plus important de pratiquants juifs que de personnes s'étant déclarées ethniquement juives pourrait signifier que les Juifs n'ont pas nécessairement déclaré l'être lors du recensement, pour éventuellement échapper à l'antisémitisme latent existant en Europe orientale. Le nombre d'adeptes du protestantisme coïncide en revanche presque parfaitement avec les personnes qui se sont déclarées d'origine allemande.

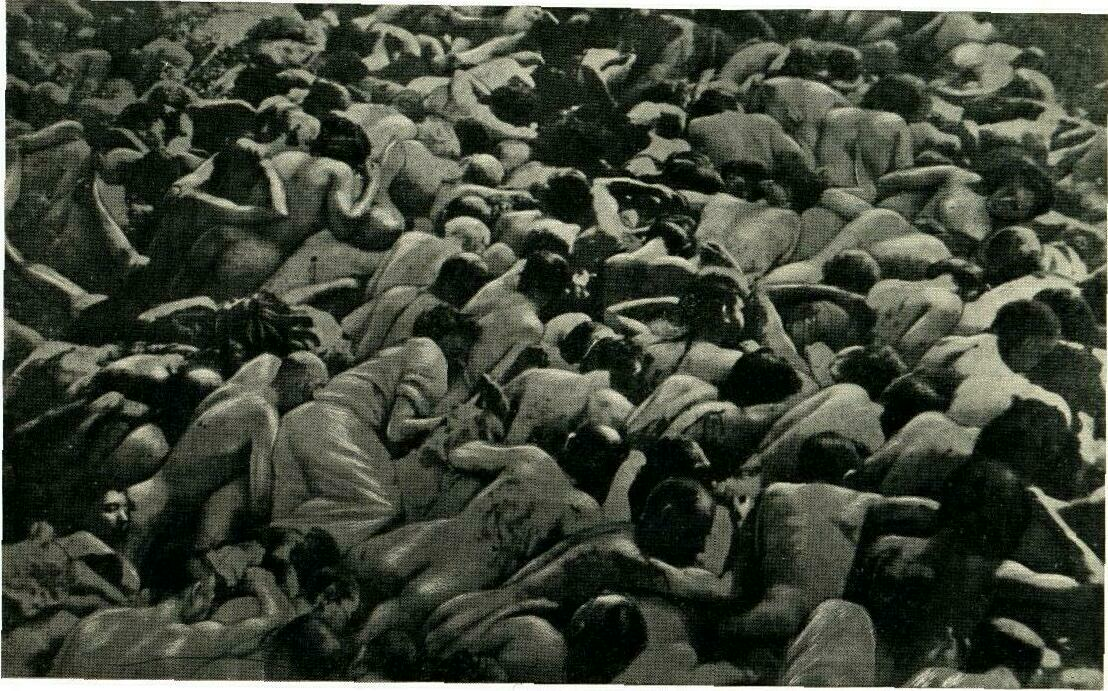
Des Juifs de la voïvodie de Tarnopol abattus par balles, dans un charnier à ciel ouvert près de Złoczów en Galicie, dans l'actuel oblast de Lviv - photographie présentée lors du procès de Nuremberg